# Kevin Hartman
Pour les articles homonymes, voir Hartman.
Kevin Eugene Hartman est un footballeur américain né le 25 mai 1974 à Athens (Ohio), qui joue au poste de gardien de but.
Lors du match nul (2-2) entre les Red Bulls de New York et le FC Dallas, Thierry Henry blesse gravement le portier adverse, Kevin Hartman, ce qui lui vaut un arrêt de 6 mois.

## Carrière
- 1997 - 2006 : Los Angeles Galaxy  États-Unis
- 2006 - 2009 : Kansas City Wizards  États-Unis
- 2010 - 2012 : FC Dallas  États-Unis
- 2013 : Red Bull New York  États-Unis

## Distinctions
- Gardien de l'année de MLS : 1999